# Prebreza
Prebreza (en serbe cyrillique : Пребреза) est un village de Serbie situé dans la municipalité de Blace, district de Toplica. Au recensement de 2011, il comptait 225 habitants.

## Démographie
| 1948 | 1953 | 1961 | 1971 | 1981 | 1991 | 2002 | 2011 |
| ---- | ---- | ---- | ---- | ---- | ---- | ---- | ---- |
| 871  | 884  | 756  | 607  | 511  | 400  | 329  | 225  |

|  |